# Adam Silver
Adam Silver (New York, 25 aprile 1962) è un avvocato e dirigente sportivo statunitense, commissario NBA dal 1º febbraio 2014.

## Biografia
Silver è nato in una famiglia di ebrei americani che viveva nella parte nord di New York, più precisamente nel sobborgo di Rye nella contea di Westchester. In tenera età, Silver era un fan dei New York Knicks.
Silver ha frequentato la Rye High School, prima di laurearsi alla Duke University nel 1984. Silver ha poi lavorato al fianco di Les AuCoin, membro del congresso americano, dal 1984 al 1985. Nel 1988 Silver ottiene il Juris Doctor presso l'università di Chicago.
Prima di entrare nella NBA, è stato socio presso lo studio legale di New York Cravath, Swaine & Moore, oltre ad aver lavorato come assistente legale del giudice Kimba Wood, un giudice federale della Corte distrettuale degli Stati Uniti per il distretto meridionale di New York.

## Carriera in NBA
Prima di diventare commissioner, Silver ha svolto il compito di NBA Deputy Commissioner and Chief Operating Officer per otto anni. Nel suo ruolo, è stato determinante per molti dei traguardi raggiunti dalla NBA, tra cui le ultime tre negoziazioni sugli accordi collettivi con la National Basketball Players Association, lo sviluppo della WNBA e della NBA Development League, la partnership con la Turner Broadcasting per la gestione delle risorse digitali della NBA e la creazione della NBA China.
Silver è stato per otto anni anche il presidente e il direttore operativo della NBA Entertainment, oltre ad esser stato vicepresidente senior e dirigente operativo sempre della NBA Entertainment, capo del personale della NBA e assistente speciale del commissioner.
Mentre era alla NBA Entertainment, Silver è stato il produttore esecutivo del film IMAX Michael Jordan to the Max, oltre che per il documentario Whatever Happened to Micheal Ray?; inoltre Silver ha anche lavorato alla produzione di Like Mike e di Year of the Yao.

### Commissario NBA
Il 25 ottobre 2012 viene nominato come futuro Commissario NBA da David Stern, prendendo la carica dal 1º febbraio 2014.
Il 25 aprile 2014, Silver ha assistito ad uno dei momenti più drammatici della NBA, quando il proprietario dei Los Angeles Clippers Donald Sterling è stato accusato di aver fatto commenti razzisti durante una conversazione privata con la sua fidanzata. Il tutto è stato portato alla luce da TMZ Sports, che ha pubblicato l'audio della chiamata di Sterling. La risposta di Silver è arrivata il 29 aprile 2014, quando annunciò che Sterling è stato bandito a vita dalla NBA proprio a causa dei suoi commenti razzisti. Inoltre Sterling è stato multato per 2,5 milioni di dollari, la sanzione massima che si può infliggere. Inoltre Silver tolse a Sterling quasi tutta la sua autorità sui Clippers, spingendo i proprietari a votare per espellere Sterling dalla proprietà dei Clippers. Per finire, a Sterling non venne più consentito di entrare in qualsiasi struttura di Clippers né ad assistere ad alcuna partita dell'NBA. La scelta di Silver è stata una delle pene più severe che un commissioner abbia mai imposto a un proprietario di una squadra professionistica.
Il 13 novembre 2014, Silver ha rilasciato un'intervista al The New York Times dove annuncia di essere favorevole alla legalizzazione controllata delle scommesse sportive, dicendo che le scommesse "dovrebbero essere alla luce del sole, così da poterle monitorare e regolamentare".

## Riconoscimenti
L'11 dicembre 2014, Silver viene nominato Executive of the Year dalla rivista Sports Illustrated.
L'anno successivo, anche lo Sports Business Journal nomina Silver come Executive of the Year. Nello stesso anno, Silver viene inserito nella classifica del Time tra le 100 più influenti ed anche nella classifica dei 50 maggiori leader mondiali stilata da Fortune.
Nel 2016, lo Sports Business Journal ha nominato Silver come la persona con più influenza nello sport business.

## Vita privata
Silver è sposato con l'interior designer Maggie Grise dal 2015. La coppia ha due figlie, nate nell'aprile 2017 e nel maggio 2020.